# São Gonçalo do Piauí
São Gonçalo do Piauí é um município brasileiro do estado do Piauí. 
Com altitude de 270 metros, o município se localiza à latitude 05°59'36" sul e à longitude 42°42'10" oeste. Sua população estimada em 2009 era de 4 754 habitantes, distribuídos em 1367,9 km² de área.

## Estatísticas
São Gonçalo do Piauí possui uma das maiores proporções de habitantes portadores de deficiência física ou psicológica, cerca de 33,4%.

## Turismo
O turismo da cidade é fraco, mas pode-se citar alguns pontos como a Lagoa do Coco e a Praça Alfredo Nunes.

### Lagoa do Coco
A Lagoa do Coco se situa na zona rural do município próximo a divisa com Jardim do Mulato. Formada pela união de três igarapés, constitui uma bela paisagem onde existem árvores de carnaúbas ornando a cena.